# Golondrinas viajeras
"Golondrinas Viajeras" é uma canção escrita e interpetada pelo cantor mexicano Joan Sebastian em parceria com a cantora e atriz mexicana Lucero. 
Serviu de tema musical da telenovela mexicana Soy tu Dueña (2010) protagonizada por Lucero, Fernando Colunga e Gabriela Spanic, e incluída no seu 35º álbum de estúdio Huevos Rancheros (2011), lançada pela gravadora Fonovisa Records. A canção fala sobre um casal que supera todas as dificuldades e diferenças para ficarem juntos.